# Estions
Els estions (en llatí estiones) eren una tribu dels vindèlics que vivien a la vora del riu Iller a Vindelícia. Segons Estrabó la seva capital s'anomenavaCambodunon (Καμβόδουνον), actualment Kempten.